# Tolsgaard & Pretzmann
Tolsgaard & Pretzmann var en dansk duo bestående af Rune Tolsgaard og Esben Pretzmann, der også kendes fra satireprogrammet Drengene fra Angora, som de lavede sammen med Simon Kvamm. Deres tekster er humoristiske og indeholder ofte seksuelle referencer.
I 2012 optrådte de med deres to sange "Jävla Danska Böger" og "Hold nu din forpulede kæft" til Zulu Comedy Galla. Samme år var de også værter for prisshowet GAFFA-Prisen, der blev afholdt på Bremen Teater og blev transmitteret på TV 2 Zulu. Showet blev meget omtalt, da det indeholdt utallige tekniske uheld og forsinkelser, så værterne måtte improvisere i en halv time i det direkte show, og det blev fra flere medier rapporteret som en "skandale" og "kaos". Efterfølgende udtalte Tolgaard og Pretzmann, at de er pensionerede som værter.
I efteråret 2012 turnerede de med showet Tolsgaard & Pretzmann Live in Concert 2012, som modtog 4/6 stjerner i musikmagasinet GAFFA.
Duoens debutalbum Vores Lille Hemmelighed udkom d. 6. maj 2013, men modtog kun 2/6 stjerner i GAFFA.

## Diskografi
- 2013 Vores Lille Hemmelighed